# Théo Bussière
Théo Bussière (Arnas, 18 de enero de 1995) es un deportista francés que compite en natación. Ganó una medalla de bronce en el Campeonato Europeo de Natación en Piscina Corta de 2017, en la prueba de 4 × 50 m estilos mixto.

## Palmarés internacional
| Campeonato Europeo en Piscina Corta | Campeonato Europeo en Piscina Corta | Campeonato Europeo en Piscina Corta | Campeonato Europeo en Piscina Corta |
| Año                                 | Lugar                               | Medalla                             | Prueba                              |
| ----------------------------------- | ----------------------------------- | ----------------------------------- | ----------------------------------- |
| 2017                                | Copenhague (Dinamarca)              | Medalla de bronce                   | 4 × 50 m estilos mixto              |